# Hell Máté Kornél
Hell/Höll Máté Kornél (Mathias Cornel Hell) (Schlackenwerth, 1653. április 11. – Selmecbánya, 1743. november 4.) bányagépmester. 

## Életpályája
1694-ben telepedett le Selmecbányán. 1711-ben Mikoviny Sámuel tervei alapján vízikerekes rudasszivattyút helyezett üzembe.

### Munkássága
Jó matematikus és technikus volt. Több technikai újítása, illetve találmánya közismert. Lóhajtású vízemelő berendezést készített. Korszerűsítette a függőleges aknaszállító gépeket, melyek egész Európában elterjedtek.

## Magánélete
Kétszer nősült, 22 gyermeke volt, ebből csak 6 érte el a felnőttkort. Első feleségétől, Benigna van Korheimtől (1689–1706) 10 gyermeke született, akik közül azonban csak Suzanne nevű leánya élt 74 évet; 9 gyermeke az egy éves kort sem érte meg. Második felesége, a selmeci Staindl Julianna Victoria (1685-?), aki 32 évvel volt fiatalabb férjénél, 12 gyermekkel örvendeztette meg. Ezek közül 5 érte el idős kort. Fia, Hell József Károly (1713–1789) gépész és Hell Miksa (1720–1792) csillagász.